# Сахиб I Герай
Сахи́б I Гера́й (Сахи́б-Гире́й, крым. I Sahib Geray, ١ صاحب كراى‎, тат. Säxib Gäräy, Сәхиб Гәрәй; 1501—1551) — хан Казани (1521—1524) и Крыма (1532—1551). Младший сын крымского хана Менгли I Герая, младший брат Мехмеда I Герая, предположительно дядя султана Сулеймана Великолепного. Основатель Бахчисарая.
Встречающиеся в литературе варианты написания имени: Сахиб I Гирей, Сахиб I Гирай, Сахиб Гирей I, Сагиб Гирей I, Сагип Гирей I, Саип Гирей I.

## Биография
Сахиб Герай родился и вырос в Крыму. В 1510-1511 годах он сопровождал свою мачеху царицу Нур-Султан в её поездке из Крыма в Москву и Казань, где она встречалась со своими детьми — казанским ханом Мухаммед-Амином и царевичем Абдул-Латифом, который находился на службе у великого князя московского Василия III Ивановича. В начале правления своего старшего брата, крымского хана Мехмед Герая, царевич Сахиб Герай длительное время находился в тюремном заключении.

## Правление в Казани
После смерти в 1519 году казанского хана Мухаммед-Амина, не оставившего наследников (Абдул-Латиф умер ещё раньше), крымский хан Мехмед I Герай (1515—1523) продвигал на казанский престол кандидатуру своего младшего брата Сахиба Герая. Однако по настоянию Москвы в апреле 1519 года на казанский ханский престол был посажен касимовский хан Шах-Али, который не пользовался популярностью среди татарской знати. Шах-Али смог продержаться на казанском престоле только три года. Крупные казанские мурзы, недовольные промосковской политикой Шах-Али, организовали заговор против своего хана. В 1521 году заговорщики отправили делегацию в Крым и обратились к хану Мехмеду I Гераю с просьбой дать им правителя из крымской династии.
Весной 1521 года крымский хан Мехмед I Герай отправил своего младшего брата Сахиба в Казань. В апреле Сахиб Герай с небольшим татарским отрядом подошёл к Казани. В самом городе в это же время вспыхнуло восстание, организованное казанскими князьями, ориентировавшимися на Крым. Русский отряд, расквартированный в Казани, был перебит. Московский посол В. Ю. Поджогин и русские купцы были задержаны. Казанский хан Шах-Али с гаремом и слугами бежал в московские владения. Сахиб Герай вступил в Казань и занял ханский престол. Утвердившись на казанском троне, Сахиб Герай объявил войну Русскому государству.
Летом 1521 года казанский хан Сахиб Герай, договорившись о совместных действиях с крымским ханом Мехмед Гераем, предпринял поход на восточные русские владения. Сахиб Герай с казанским войском разорил Нижний Новгород и Владимир. Под Коломной казанский хан Сахиб Герай соединился со своим старшим братом, крымским ханом Мехмед Гераем, который с большой ордой вторгся в южнорусские владения. Союзники подошли к Москве, сильно разорив столичные окрестности и предместья. В августе крымский и казанский ханы с огромным количеством пленников вернулись в свои владения. Осенью 1522 года казанский хан Сахиб Герай организовывал набеги на восточные московские земли.
Весной 1523 года Сахиб Герай приказал казнить пленного московского посла В. И. Поджогина и всех русских купцов. В августе-сентябре 1523 года русское правительство организовало поход на Казанское ханство. Судовая рать под командованием касимовского хана Шах-Али разорила чермисские села по обеим берегам Волги и дошла до самой Казани, а затем повернула назад. Конная рать разгромила на р. Свияге татарское войско. В сентябре московские воеводы заложили на реке Суре крепость Васильсурск. В октябре 1523 года казанский хан Сахиб Герай предпринял ответный рейд на русские земли и осадил Галич, но не смог взять город. Сахиб Герай разорил окрестные села и взял много пленников. Опасаясь нового нападения, Сахиб Герай отправил в Крым к брату Саадет Гераю посла, прося прислать в Казань пушки, пищали и янычар. Крымский хан Саадет Герай отказался помогать своему младшему брату. Тогда весной 1524 года Сахиб Герай обратился за помощью в Стамбул, он объявил турецкому султану Сулейману, что признаёт себя вассалом Османской империи.
Весной 1524 года великий князь московский Василий III Иванович организовал новый большой поход на Казанское ханство. При подходе к Казани русского 150-тысячного войска под командованием главного воеводы и боярина князя Ивана Фёдоровича Бельского, Сахиб Герай, не получивший помощи от крымского хана и османского султана, бежал из Казани в Крым, оставив в столице своего 13-летнего племянника Сафу Герая. Таким образом, Сахиб Герай занимал казанский престол только на протяжении трёх лет.
Летом 1524 года Сахиб Герай прибыл в Крым, где по приказу своего брата Саадет Герая был заключен в темницу в Балаклаве. Осенью 1524 года Сахиб Герай был освобожден из заключения и оказал помощь Саадет Гераю в борьбе за власть со своим племянником Ислям Гераем.
В 1525—1526 и 1528—1530 годах Сахиб Герай дважды занимал должность калги-султана при своём брате, крымском хане Саадет Герае (1524—1532). В 1531 году калга Сахиб Герай участвовал в карательном походе Саадет Герая на ширинских мурз. Затем Сахиб Герай переселился в османскую столицу Стамбул.

## Правление в Крыму
В мае 1532 года крымский хан Саадет Герай добровольно отказался от престола и уехал в Стамбул. Его племянник и противник Ислям Герай вернулся в Крым, где был провозглашен ханом. Османский султан Сулейман отказался признавать Ислям Герая и осенью назначил новым крымским ханом своего дядю Сахиб Герая. Согласно Халим-Гирей-султану, падишах подарил хану соболью шапку и саблю. В том же году после пятимесячного правления Исляма I Герая Сахиб Герай с большим отрядом янычар прибыл в Крым. На границе ханства он был встречен большой делегацией крымской знати. Сахиб Герай назначил калгой своего племянника Ислям Герая, передав ему в удельное владение крепости Очаков и Перекоп.
В начале своего правления крымский хан Сахиб Герай продолжил борьбу за власть со своим племянником Ислямом, который, желая вернуть себе ханский престол, всячески интриговал против Сахиба. Летом 1534 года Ислям Герай поднял восстание против Сахиб-хана Тот отразил нападение калги и изгнал его из Крыма, но полностью разгромить племянника ему не удалось. Ислям Герай укрепился в Перекопе, где провозгласил себя новым ханом. Значительная часть крымских мурз перешла на сторону Ислям Герая. Постепенно многие беи и князья стали покидать Ислям Герая и возвращаться к Сахиб Гераю.
В 1535 году Сахиб I назначил калгой своего племянника Ахмеда Герая (1535—1537), сына прежнего хана Саадета I Герая. Однако, в 1537 году калга Ахмед Герай, начавший замышлять измену, был по приказу хана убит. Новым калгой Сахиб I Герай своего старшего сына Эмина Герая.
В 1537 году крымский хан Сахиб Герай предпринял успешный поход под Перекоп против своего мятежного племянника. Ислям Герай потерпел поражение и бежал в ногайские улусы. В августе того же года Ислям Герай был убит мансурульским мурзой Баки-беем, подосланным крымским ханом.
Сахиб I Герай продолжил линию своего предшественника на усмирение крупной татарской знати. В противовес знатному роду Ширин приблизил ко двору роды Мансур и Седжевут, а также возвысил многих представителей служилой знати, дабы ослабить влияние крупной аристократии.
Сахиб I Герай основал новую ханскую резиденцию в 2 км ниже по течению реки Чюрюк-Су от Салачика, где располагался дворец его предшественников. Новый город получил название Бахчисарай. В правление Сахиба I была обустроена и расширена гавань в Гёзлеве благодаря чему государство получило в распоряжение свой собственный морской порт (другие прибрежные города Крыма находились на территории, подконтрольной османам).
Для развития экономики государства Сахиб I всячески поощрял переход к оседлому образу жизни кочевавших в степной части страны ногайцев.
Крымский хан Сахиб Герай часто помогал османскому султану Сулейману Великолепному своими войсками в их завоевательных походах в Европе, также совершал военные экспедиции на Северный Кавказ. В хронике Кайсуни-заде Мехмед Нидаи, более известного как Реммал Ходжа, описано девять из них. В походах принимали участие отряд мушкетёров, гвардия хана, конница племенной аристократии, и ханская полевая артиллерия. На привале скреплённые между собой телеги образовывали табор.
В 1538 году состоялся большой поход в Молдавию, возглавляемый османским султаном Сулейманом Великолепным, и крымский хан Сахиб I Герай встретился там с турецким султаном. Военные действия велись против нелояльно настроенного молдавского господаря Петра Рареша. Результатом похода, помимо прочего, стало отделение южной Бессарабии — Буджака от Молдавии. Также турками-османами был оккупирован Очаков.
В 1539 году была проведена экспедиция против черкесов в ответ на их нападения на мусульман около Темрюка. Хан встретился с вождём черкесского племени Жаней, Кансавуком, чтобы его наказать за допущение набегов, но тот откупился дарами хану, султану, и кефинскому бею (губернатору османских владений на побережье Крыма). Поиски виновных в горах ничего не дали, и хан, уходя, на обратном пути набрал ясырь с черкесских селений.
Зима 1539—1540 года — поход на северные страны, Литву и, возможно, на Московию. Поход возглавлялся старшим сыном хана, Эмином Гераем, под присмотром опекуна-аталыка . Поход за пленниками оказался успешным, но на обратном пути войско сильно пострадало от холода.
В 1541 году, подстрекаемый беглым московским вельможей, князем Семёном Федоровичем Бельским, крымский хан Сахиб Герай совершил большой поход на Русское государство. С. Ф. Бельский обещал показать безопасное место переправы у Оки, однако крымцы промедлили у брода из-за взаимного недоверия между мангытским мурзой Баки-беем и ханом. Фактор внезапности был утерян, московские войска подтянули к броду на Оке мушкетные и артиллерийские части. Сахиб Гирей не смог переправиться через реку и бежал в Крым. На обратном пути татары пытались взять Пронск, но не смогли и были рассеяны русскими воеводами.
1542 год. Снова поход на Северный Кавказ, причина: невыполнение обязательств вождем жанеевцев Кансавуком, в том числе поставок рабов. Послание Кансавука с обещаниями отвергнуто, и крымцы входят в горы. В ночном сражении, атакованные черкесами, татары побеждают и уходят с большим ясырем.
В 1544 году кабардинский князь Эльбозады прибывает ко двору хана с просьбой покарать взбунтовавшееся против него собственное племя. Сахиб Герай снаряжается в поход, рассчитывая застать противника во время уборки урожая на полях. Но крымцы прибывают слишком рано; ночная атака кабардинцев оказывается безуспешной, татары уводят большое число пленников.
1545 год — астраханская кампания против хана Ямгурчи по причине жалоб купцов о препятствовании торговли между Крымом и Казанью. Ямгурчи был разбит и бежал, Астрахань захвачена с помощью мушкетеров и полевой артиллерии Сахиба Герая.
1546 год — оборонительная экспедиция против ногайцев. 10-тысячное ногайское войско под командованием Али-мирзы выступило в поход на Крымское ханство, чтобы отомстить за захват Астрахани. В крупном и ожесточенном сражении в окрестностях Перекопа крымцы полностью окружили и наголову разгромили ногайцев, используя огонь мушкетёров и артиллеристов, бой решается сабельной рубкой. Сахиб Герай приказал умертвить многих пленных ногайцев.

## Свержение и смерть
В 1551 году османский султан Сулейман Кануни, воевавший с Ираном, приказал крымскому хану с войском выступить в поход на Сефевидов. Однако Сахиб Герай отказался и ответил султану, что его воины бедны, плохо одеты и не выдержат длительного похода. Постепенно султан стал сомневаться в верности крымского хана. Ещё ранее Сахиб Герай попросил султана прислать в Крым своего племянника Девлет Герая, чтобы посадить его на ханский престол в Казани. На самом же деле хан хотел удалить своего племянника из Стамбула, чтобы лишить султана претендента на крымский трон. Однако султан Сулейман Великолепный по совету своих приближённых решил отстранить Сахиб Герая от власти и назначил Девлет Герая новым крымским ханом. Сахиб Герай получил донесение о том, что Девлет Герай назначен казанским ханом. Чтобы удалить Сахиб Герая из Крыма, султанские сановники прислали ему приказ идти войной на Северный Кавказ против черкесского племени Жане, которое подняло восстание и нападает на паломников из Мекки.
Крымский хан Сахиб Герай с войском переправился из Крыма в Тамань, откуда проник в горы в поисках виновников. Восставший черкесский князь, будучи окружён татарами, всё же ускользнул от них. Разгневанный хан преследует противника, настигает и захватывает большой полон. Выступив в поход, Сахиб Герай отправил своего старшего сына, калгу Эмин Герая, с большим силами под Перекоп, чтобы защитить северные границы от возможного вражеского нападения. Между тем новый крымский хан Девлет Герай по суше прибыл в Аккерман. Его сопровождал тысячный отряд янычар с 60 пушками. В Аккермане он сел на корабль и по морю прибыл в Гёзлев. Оттуда Девлет Герай с янычарами двинулся на Бахчисарай и занял ханскую столицу. Большинство татарских беев перешло на сторону Девлет Герая. Калга-султан Эмин Герай, узнав о захвате Девлет Гераем Бахчисарая, с войском двинулся из Перекопа на столицу. Однако калга смог дойти только до р. Альмы, где был остановлен сторонниками Девлет Герая. Все войско перешло на сторону нового хана, а сам калга Эмин Герай был убит. Крымский хан Сахиб Герай на обратном пути узнал о перевороте и был покинут своим войском. Его заключили в тюрьму в Таманской крепости, где вскоре он был убит своим внучатым племянником Булюком Гераем, действовавшим по распоряжению нового хана. По приказу Девлет Герая были убиты все остальные дети и внуки Сахиб Герая. Тело Сахиба I было перевезено в Бахчисарай и с почестями похоронено Девлет Гераем в Салачике в Дюрбе Хаджи Герая.

## Киновоплощения
В турецком телесериале «Великолепный век» роль Сахиб Герая исполнил Месут Озкечеджи.